# پرکوناس
پرکوناس (لیتوانیایی: Perkūnas; لتونیایی: Pērkons پروسی باستان: Perkūns, Perkunos؛ یاتوینگی: Parkuns، لاتگالی:Pārkiuņs) ایزد رعد و آذرخش در اساطیر بالتیک و دومین ایزد مهم در پانتئون بالتیک پس از دیواس بود. در هر دوی اساطیر لیتوانیایی و لتونیایی، او به عنوان خدای آسمان، تندر، آذرخش، توفان، باران، آتش، جنگ، قانون، نظم، باروری، کوه‌ها و درختان بلوط شناخته می‌شود.

## نام
نام پرکوناس، ادامه‌ای از واژهٔ زبان نیاهندواروپایی Perkwunos، هم‌خانوادهٔ perkwus است که به معنای «بلوط»، «نراد» و «کوه پوشیده از درخت» است. نام نیا-بالتیک Perkūnas را نمی‌توان به‌طور قاطع بازسازی کرد. ایزد اسلاوی پرون نیز مشابه پرکوناس است، اما از لحاظ ریشهٔ نام ارتباط قاطع ندارند.

## پرکوناس در منابع نوشتاری
بیشتر اطلاعات دربارهٔ پرکوناس از ترانه‌های فولکلور، افسانه‌ها و داستان‌ها گرفته شده‌است. از آنجایی که بیشتر اطلاعات در سدهٔ ۱۹ میلادی جمع‌آوری شدند، تنها بهشی از تمام اسطوره را نشان می‌دهند. پرکوناس لیتوانیایی نام‌آواهای جایگزینی مانند دوندولیس، دیندوتیس، دودو ستنیس، تارشکولیس، تارشکوتیس، بلیزگولیس و غیره داشت.
کهن‌ترین اشاره به پرکوناس، در ترجمهٔ روسی رویدادنامهٔ یوحنا مالالاس (۱۲۶۱) بوده‌است که به پرستش «Перкоунови рекше громоу» اشاره می‌کند.

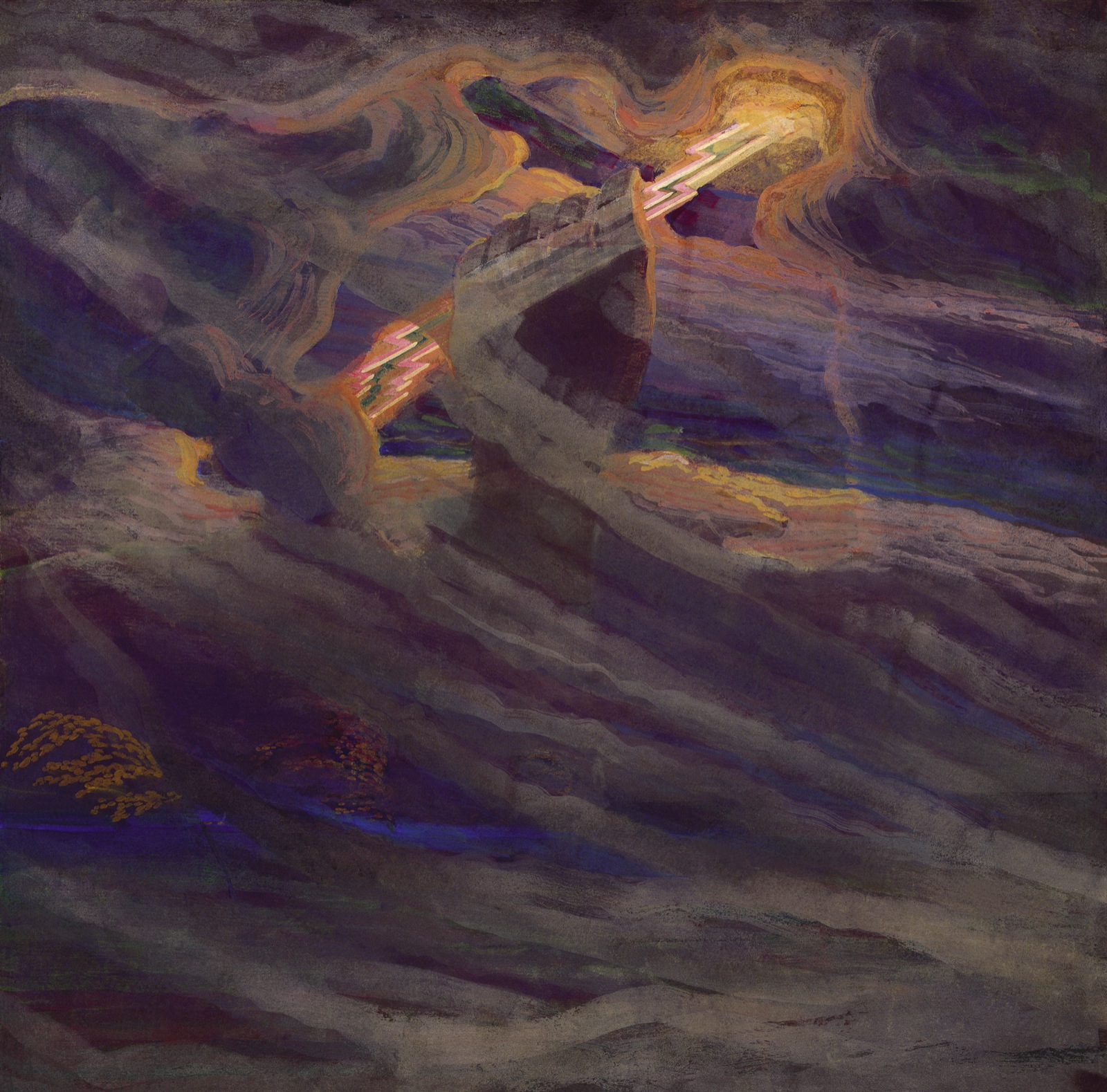
دست پرکوناس، اثر میکالوجوس کونستانتیناس سیرلیانیس

### اسلحه‌ها و وسایل نقلیه
پرکوناس به عنوان یک میانسال، مسلح به تبر و تیر، سوار بر یک ارابه دو چرخ با بز، مانند ثور خدای سلتی تارانیس به تصویر شده‌است.
در روایت‌های دیگر، خدای رعد به داشتن یک ارابهٔ آتشین با اسب‌های سریع و راندان آن میان آسمان‌ها، یا راندان یک اسب آتشین توصیف شده‌است.